# Canal du Rhône à Sète
Le canal du Rhône à Sète est un canal français qui relie l'étang de Thau à la hauteur de Sète au Rhône à Beaucaire. Il se forme du « canal des Étangs » et du « canal de Beaucaire ». Au-delà du Thau, il se prolonge par le canal du Midi.

## Histoire

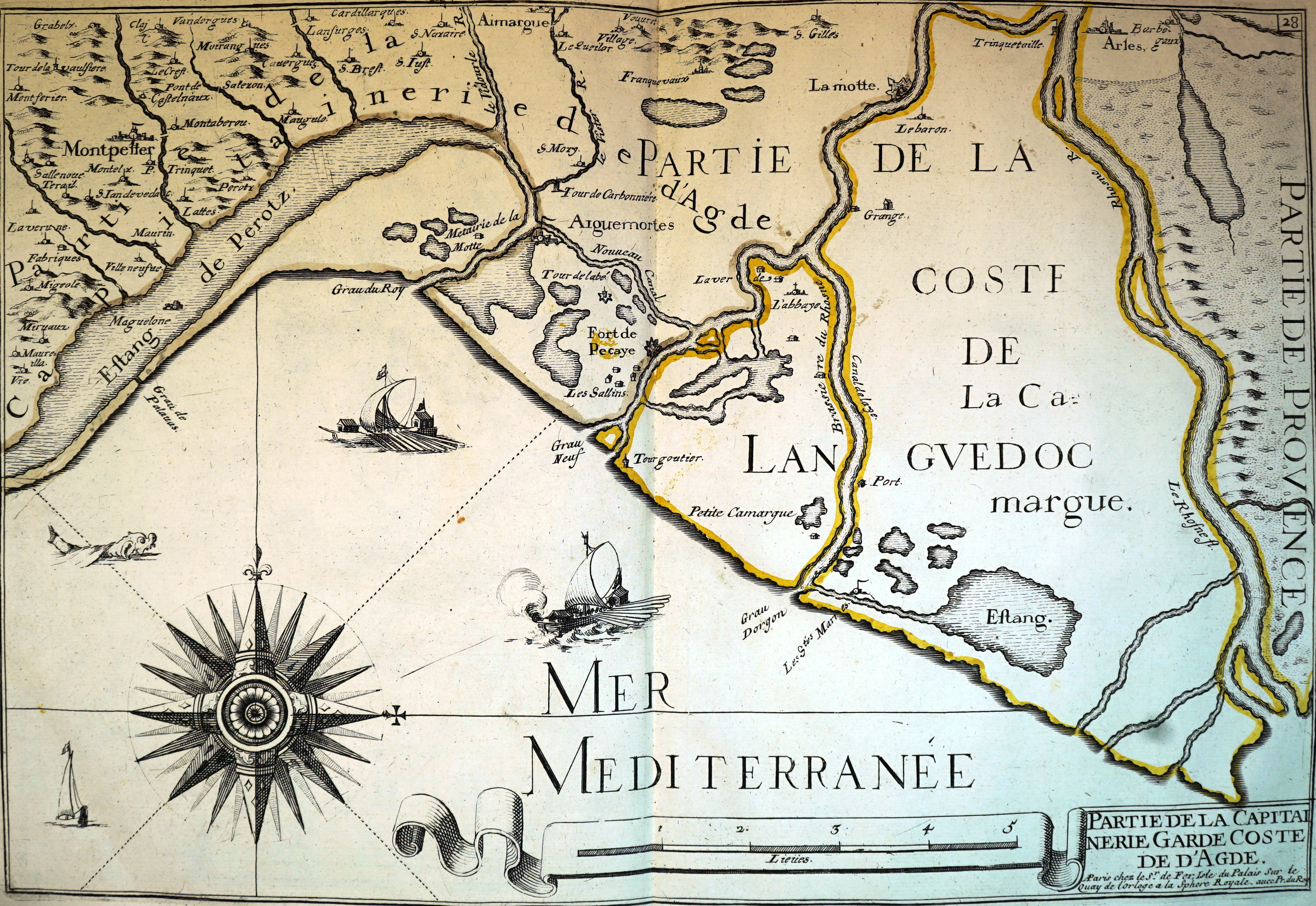
L'estang de Perotz en 1690, d'après les relevés de C. Tassin.

Pour affranchir le commerce entre le Rhône et Sète de la navigation sur le Petit-Rhône, les États de Languedoc décident de construire un canal entre Beaucaire et Aigues-Mortes, en 1773, sur un projet d'Isaac Étienne Grangent, directeur des travaux publics de la province du Languedoc. Son fils, Stanislas-Victor Grangent, a suivi la fin de la construction du canal après sa nomination comme ingénieur en chef des ponts et chaussées du département du Gard, en 1798. Ce canal permet de prolonger le canal du Midi. Il est alors appelé Canal des Étangs car il traverse les étangs palavasiens dans leur partie Sud. Des levées sont déjà établies le long du nouveau lit du Vistre en 1778 pour l'établissement du futur canal de Beaucaire à Aigues-Mortes.
Les travaux sont arrêtés en 1789. Le canal est déjà terminé à cette date entre Aigues-Mortes et Saint-Gilles. La construction est reprise à la suite de la loi du 25 ventôse an IX (16 mars 1801). Un traité passé le 27 prairial suivant (16 juin 1801) entre le gouvernement et la compagnie "Perrochel", lui a imposé « d'achever la construction du canal entre Beaucaire et Aigues-Mortes, de rectifier et de recreuser jusqu'à 1,50 m au-dessous des basses eaux de la mer le canal de Bourgidou et le canal de Sylvéréal (ces deux canaux étaient ouverts depuis 1698) et d'élargir et ouvrir à neuf celui de la Radelle  en lui donnant 2 mètres de profondeur au-dessous de la basse mer ; cette profondeur est égale au tirant d'eau tant du canal de Beaucaire, que du canal des Étangs ». En contrepartie la compagnie a les droits de navigation et de jouissance pendant quatre-vingts ans, de tous les francs-bords (terrains laissés libres le long des canaux), ainsi que la propriété incommutable et perpétuelle de tous les marais, étangs et palus situés dans le département du Gard, entre Beaucaire, Aigues-Mortes et l'étang de Mauguio appartenant à l'État après la confiscation des biens de l'Ordre de Malte. La réalisation du canal devrait se terminer avant le 12 septembre 1806. La dépense était évaluée à 2 500 000 francs. Les premiers bateaux vont passer dans le canal en 1806, mais les travaux ne sont pas terminés.
À la suite du rapport de Louis Bruyère,, la position de l'écluse de Beaucaire est fixée par décision du directeur général des ponts et chaussées le 27 mai 1807 de façon à permettre une manœuvre aisée des bateaux qui entrent ou sortent du Rhône et garantir la sûreté des constructions malgré les crues qui peuvent atteindre 6,50 m au-dessus de l'étiage et en évitant les corps flottants qui sont alors charriés par le fleuve. Pour éviter son ensablement avec un risque de blocage des portes, l'écluse est placée près du Rhône. Les projets de cette écluse ont été établis le 3 juin 1807 et approuvés le 24 septembre suivant. Le battage des pilotis du batardeau a été fait entre le 15 septembre 1807 et le 21 juillet 1808, les fouilles entamées le 18 décembre 1808, la première pierre posée le 22 juillet 1809 et la construction entière achevée, le canal est livré au commerce le 15 décembre 1811 bien que des travaux ne soient pas entièrement terminés,.
Les travaux sont dirigés pour la compagnie par l'ingénieur André Raymond Bouvier (1784-1856). Ils vont continuer sous sa direction jusqu'à la réception définitive du canal, le 29 septembre 1828. Ils ont coûté 16 millions au lieu de 2,5 millions. Le canal est alimenté en eau douce de Beaucaire à Saint-Gilles. Le reste du canal est alimenté en eau de mer. L'ingénieur Bouvier avait cependant permis d'amener de l'eau douce dans les marais de Saint-Gilles et de Vauvert ce qui a eu un effet positif pour la végétation.
Après le départ de l'ingénieur Bouvier pour le service public, il est remplacé par Paulin Talabot à la demande du maréchal Soult, président du conseil d'administration de la compagnie. Paulin Talabot s'étant rendu compte de l'avantage que procurait l'amenée d'eau douce, il a substitué l'eau douce à l'eau salée dans le canal de Saint-Gilles à Aigues-Mortes et dans le canal de Sylvéréal en construisant une écluse de garde près d'Aigues-Mortes avec trois entrées et cinq portes. Cet ouvrage est terminé en 1834.
Son creusement a permis de transformer la fonction du port d'Aigues-Mortes. Au début du XVe siècle, des travaux importants avaient été entrepris pour faciliter l'accès de cette cité à la mer. L'ancien Grau-Louis, creusé pour les croisades, fut remplacé par le Grau-de-la-Croisette et un port fut creusé à l'aplomb de la Tour de Constance. Celui-ci perdit son importance, dès 1481, lorsque la Provence et Marseille furent rattachés au royaume de France. Seule l'exploitation du sel du marais de Peccais incita François Ier, en 1532, à faire relier les salins d'Aigues-Mortes à la mer. Mais ce chenal, dit Grau-Henri, s'ensabla à son tour. L'ouverture, en 1752, du Grau-du-Roi résolut pour un temps le problème. Celui-ci trouva enfin une solution, en 1806, en transformant Aigues-Mortes en port fluvial grâce au Canal du Rhône à Sète.

## Parcours

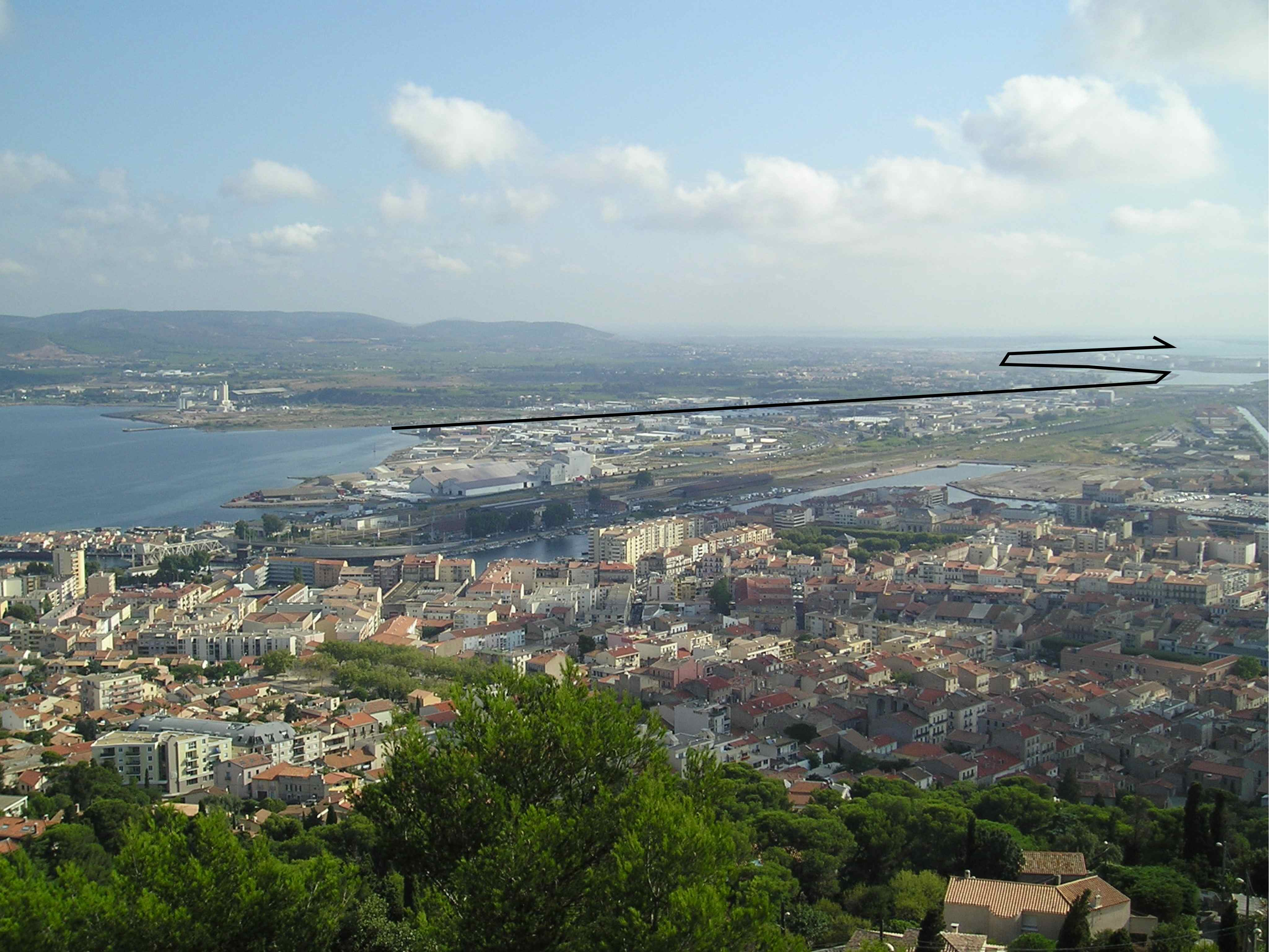
Le canal (trait noir) à son entrée dans l'étang de Thau, puis serpentant à travers les étangs près de Frontignan, vu depuis le mont Saint-Clair, à Sète.

Le parcours du canal peut être divisé en deux parties : 
- dans l'Hérault, de Sète à La Grande-Motte, il est un chenal traversant les étangs du sud de l'arrondissement de Montpellier. A La Grande-Motte, y sont déversées les eaux traitées provenant de la station d'épuration de La Grande-Motte.
- dans le Gard, d'Aigues-Mortes à Beaucaire, il traverse les plaines humides de la Petite Camargue.

Le canal débute le long de la limite administrative entre Sète et Frontignan avant de passer près du vieux centre de Frontignan. Rejoint par un chenal venant du port de commerce de Sète, le canal traverse l'étang d'Ingril. Après avoir passé les cabanes des Aresquiers, il traverse les territoires de Vic-la-Gardiole puis de Villeneuve-lès-Maguelone et passe entre l'étang de Vic au Nord et l'étang de Pierre Blanche au Sud. Le canal atteint alors l'île de Maguelone où se trouve l'ancienne cathédrale. Ensuite, il sépare l'étang de l'Arnel au Nord et l'étang du Prévost au Sud.
À Palavas-les-Flots, il croise le fleuve côtier Lez. Il suit la ligne droite entre l'étang du Méjean (ou de Pérols) au Nord et l'étang du Grec au  Sud. Il passe à la hauteur de la station melgorienne de Carnon et des cabanes de Pérols. Il traverse le Sud du territoire communal de Mauguio, au Sud de l'étang de l'Or.
Le canal passe dans le département du Gard en rase campagne au Sud de Marsillargues et de Saint-Laurent-d'Aigouze. Au centre d'Aigues-Mortes, il croise le canal reliant la ville médiévale au Grau-du-Roi. Là, son parcours oblique franchement vers le Nord-Est et pénètre à l'intérieur des terres, dans la Petite Camargue sur la commune de Vauvert.
Il traverse trois communes gardoises : Saint-Gilles, Bellegarde et Beaucaire. 
Au Sud de Saint-Gilles, une antenne et des écluses permettent de rejoindre le Petit Rhône au Nord de la Camargue : c'est cette antenne qui constitue aujourd'hui l'itinéraire principal à grand gabarit, l'itinéraire historique étant qualifié d'embranchement de Beaucaire par VNF et à petit gabarit.

## Galerie

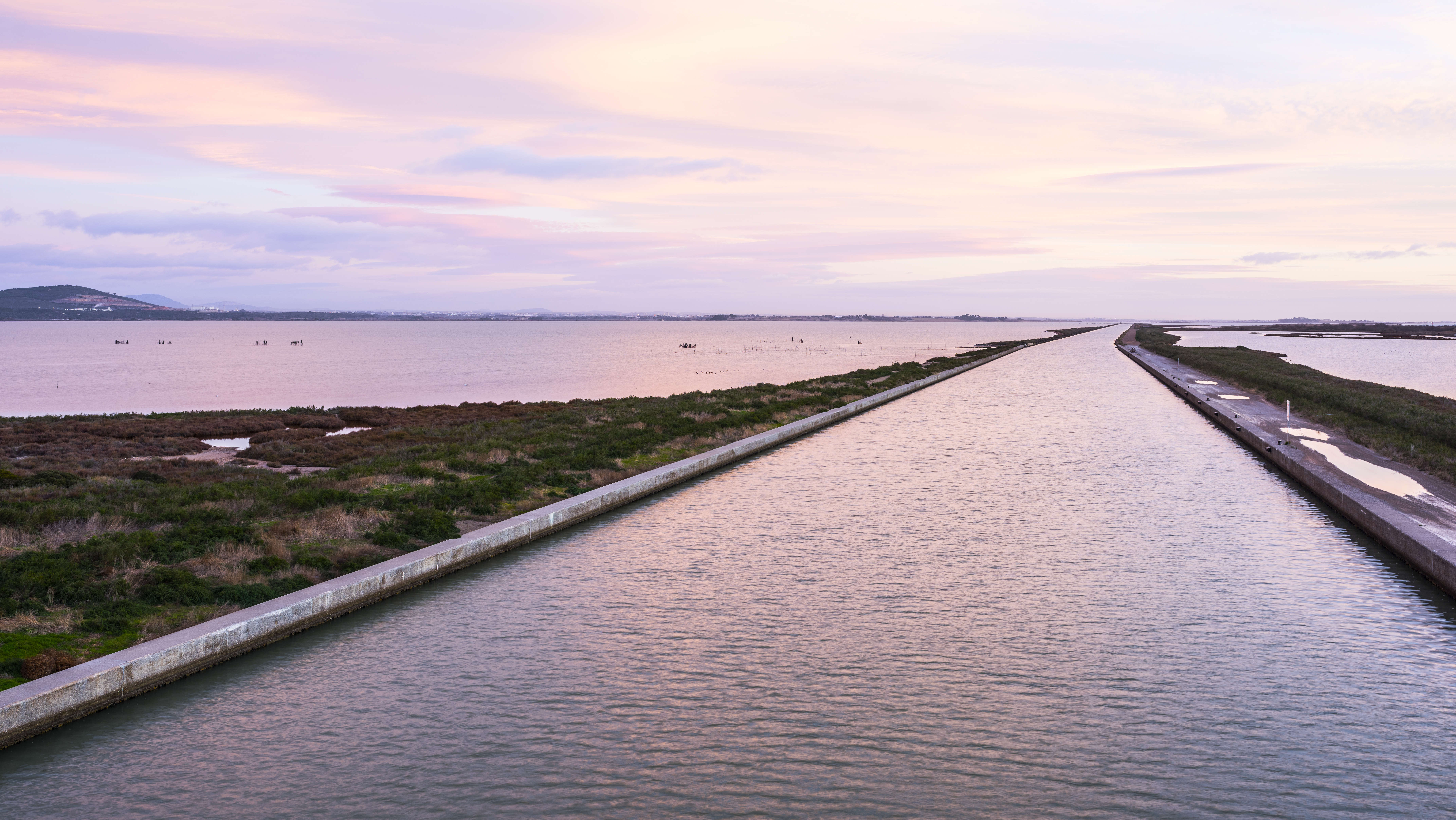
Le canal aux "Aresquiers", entre deux étangs, à la hauteur de Vic-la-Gardiole.
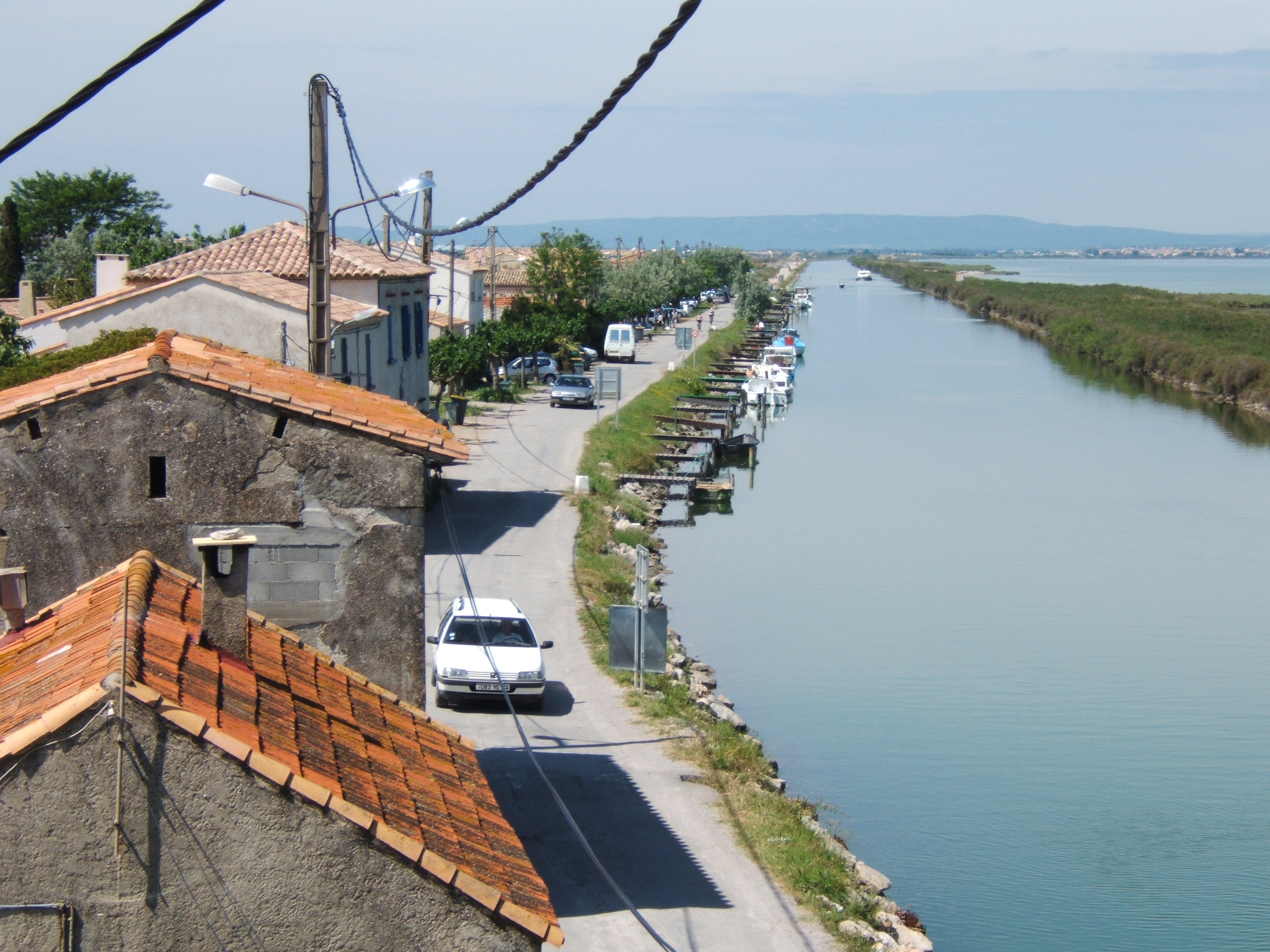
Le canal à Palavas-les-Flots.
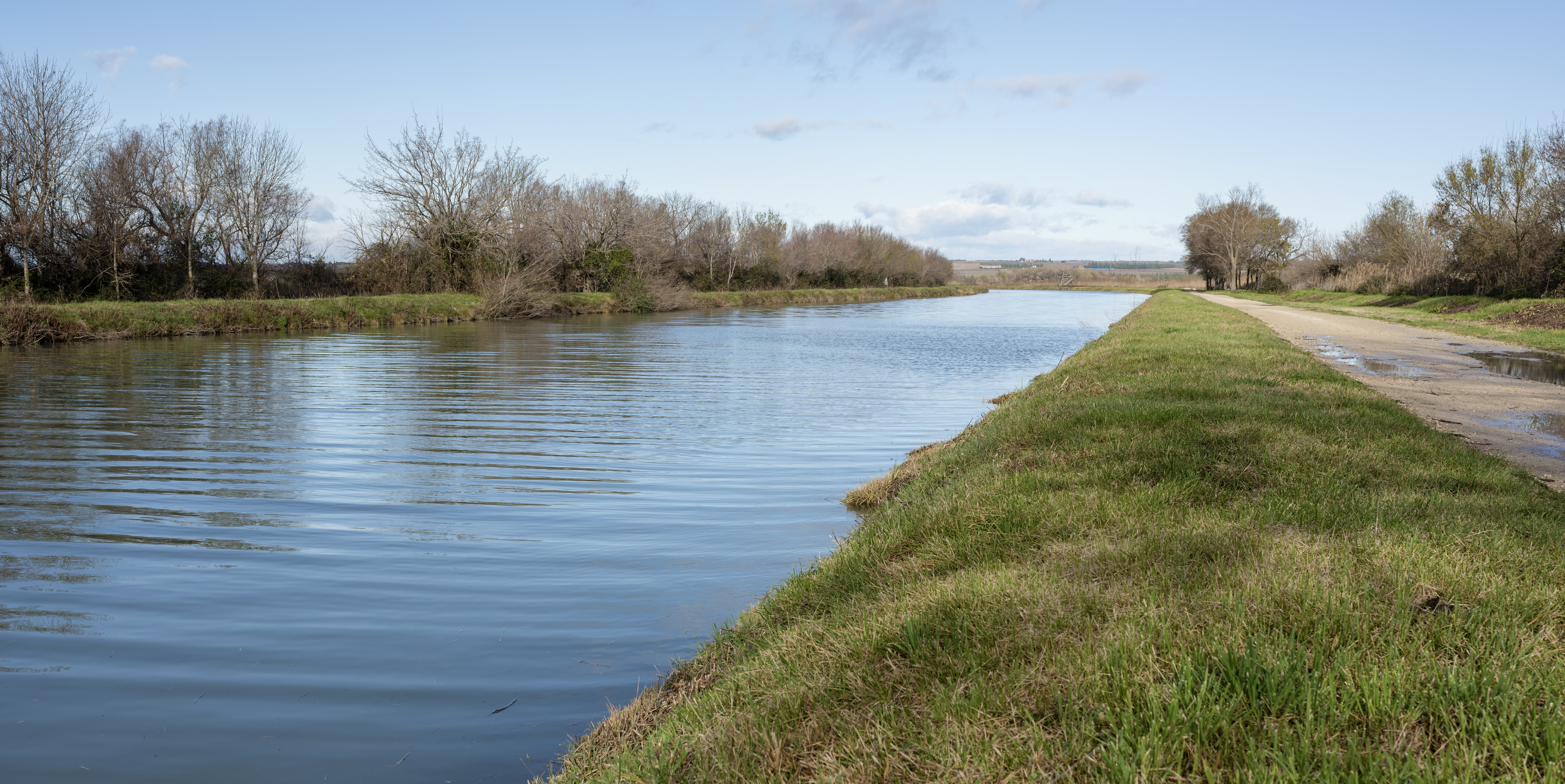
Le canal dans la commune de Saint-Gilles.
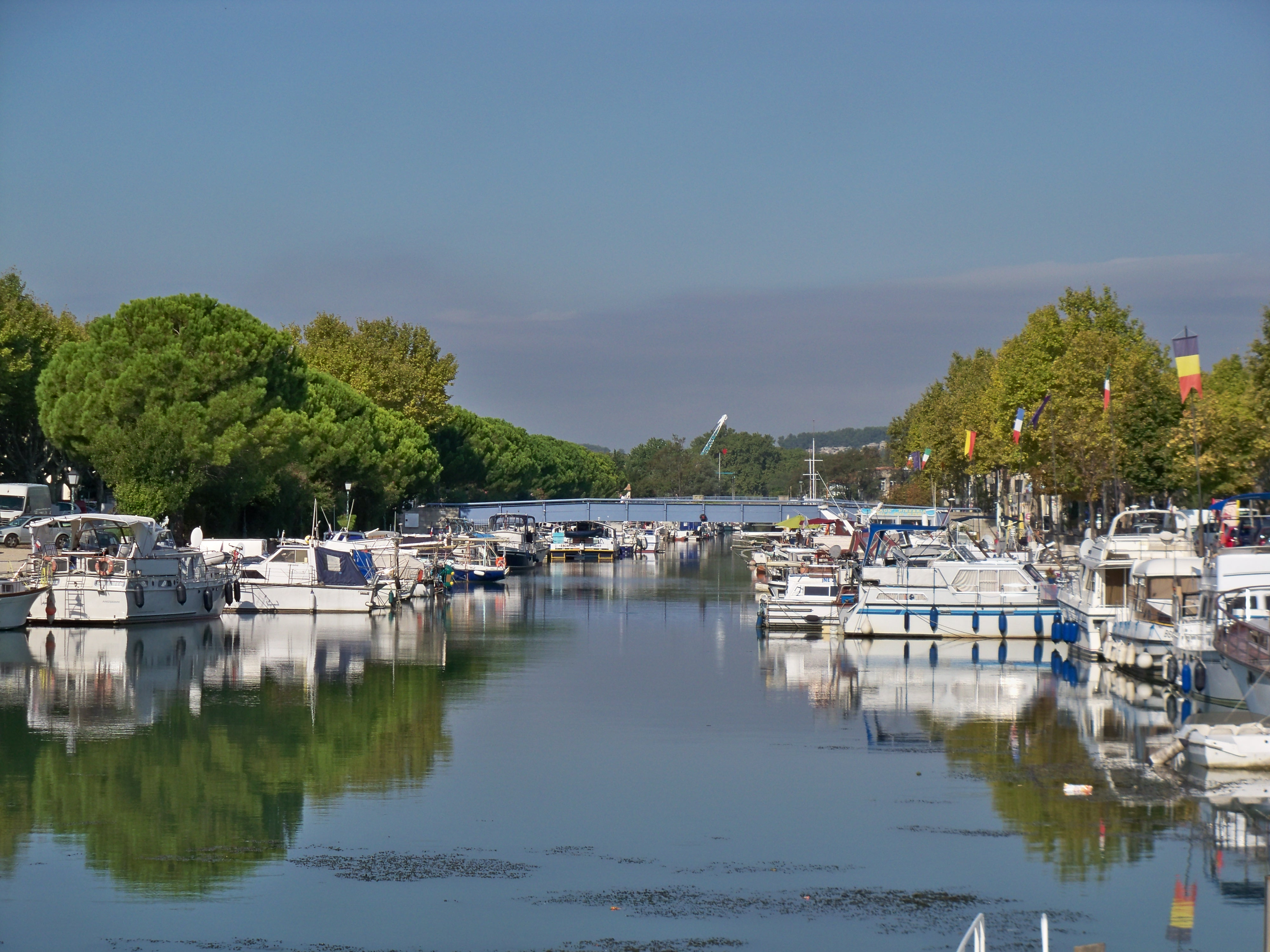
Le canal à Beaucaire, près de sa connexion avec le Rhône.
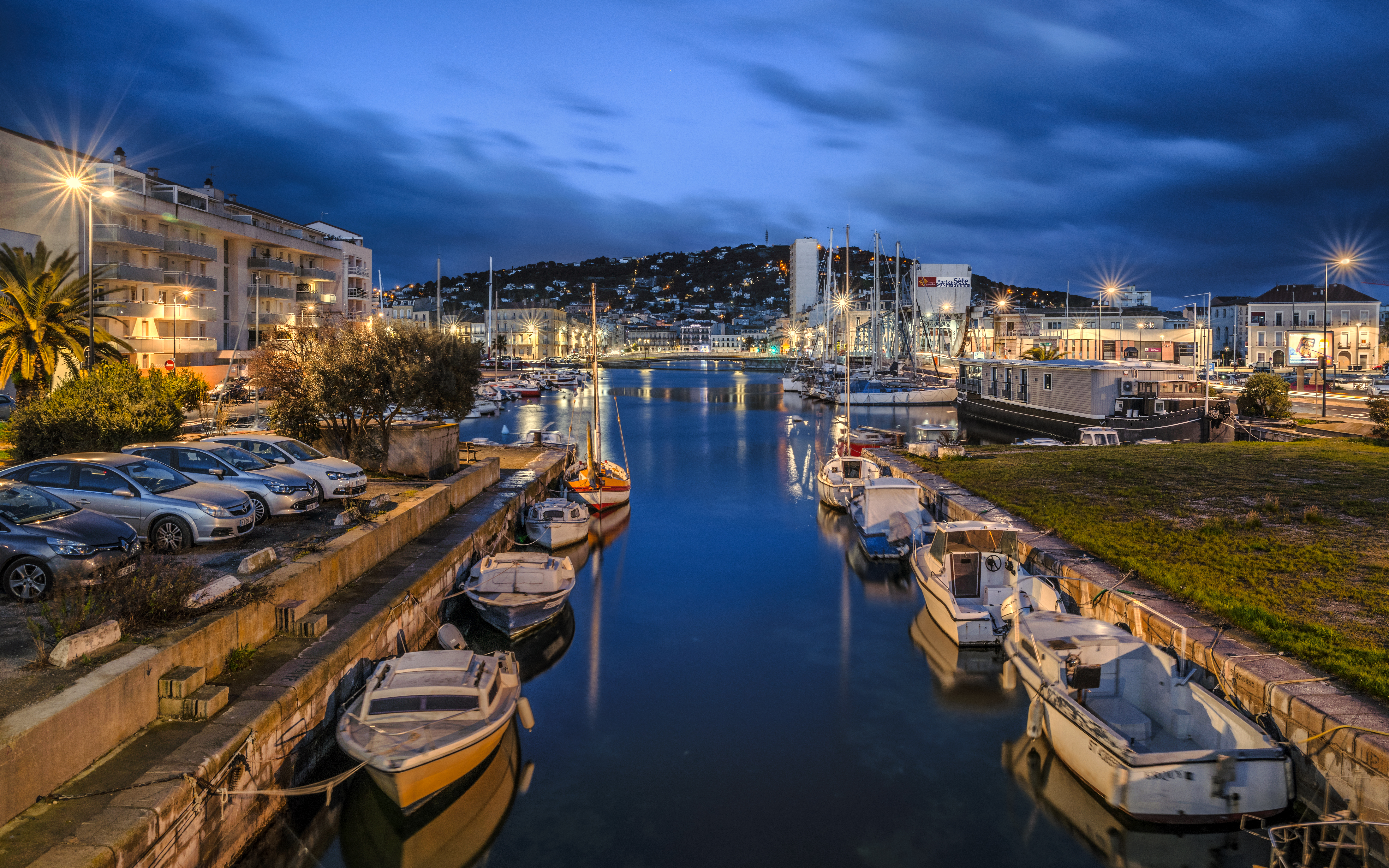
Début du canal du Rhône dans l'étang de Thau, avec en face Sète, au début du lever du jour en mars 2021.
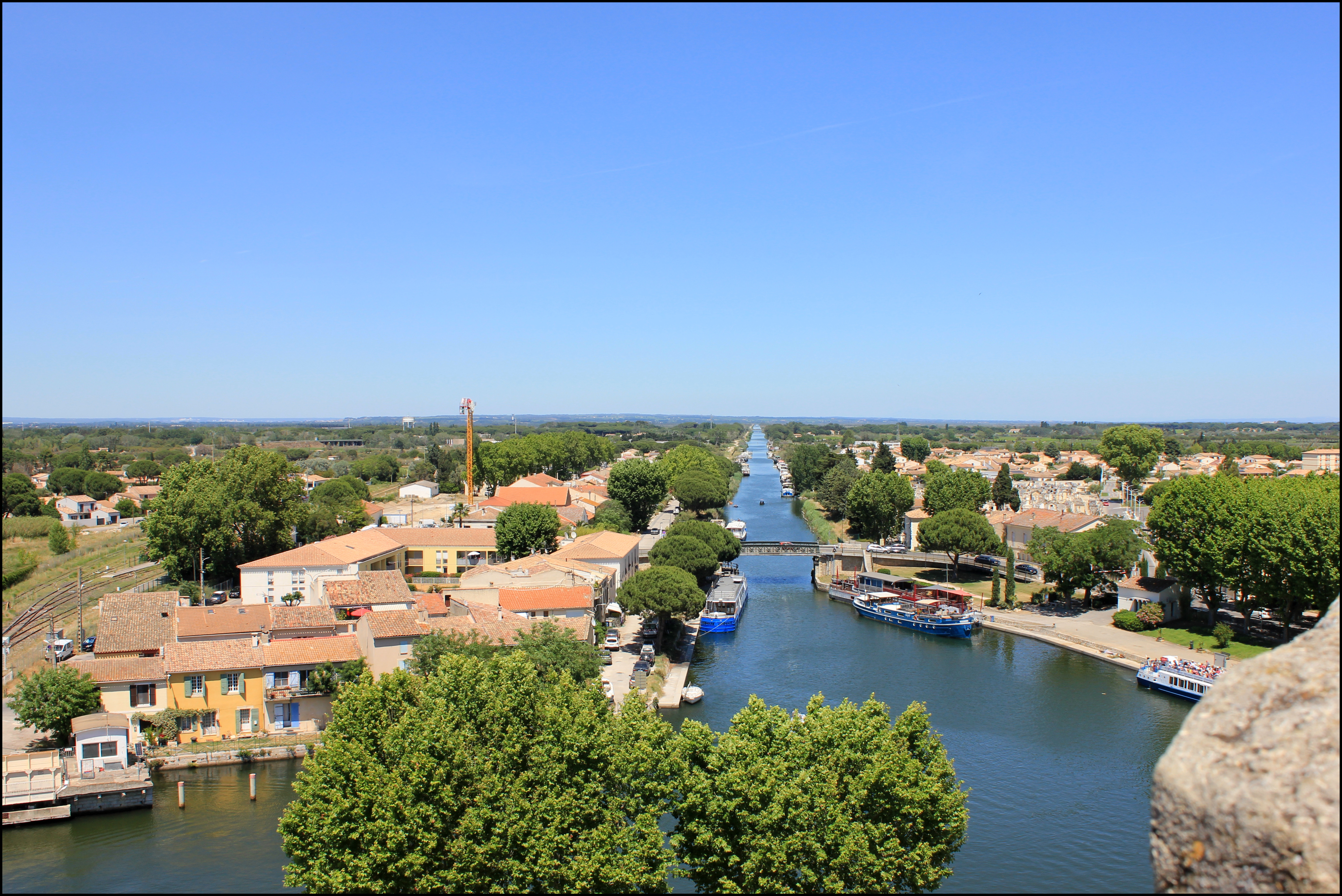
Vue sur le canal du Rhône à Sète depuis le chemin de ronde des remparts de la ville close d'Aigues-Mortes.

## Utilisations
Le canal est considéré à grand gabarit par Voies navigables de France qui en a la gestion.
Il sert à la navigation de plaisance, petits bateaux et des péniches touristiques, et permet à certaines associations la pratique de l'aviron (à Sète, à Palavas, à Carnon, à Saint-Gilles, à La Grande-Motte).